# Hemiphlebia mirabilis
Hemiphlebia mirabilis is een libellensoort uit de familie van de Hemiphlebiidae, onderorde juffers (Zygoptera).
De soort staat op de Rode Lijst van de IUCN als bedreigd, beoordelingsjaar 2008, de trend van de populatie is volgens de IUCN dalend.
De wetenschappelijke naam van de soort is voor het eerst geldig gepubliceerd in 1868 door Selys.